# Västsveriges Elevrådssamarbete
Västsveriges Elevrådssamarbete, tidigare Elevorganisationen i Göteborg och Bohuslän, är en regional samarbetsorganisation för elevråd i främst Västra Götalands län.
- Eva Thalén var 2005 generalsekreterare för organisationen